# 제노바 공화국의 식민지

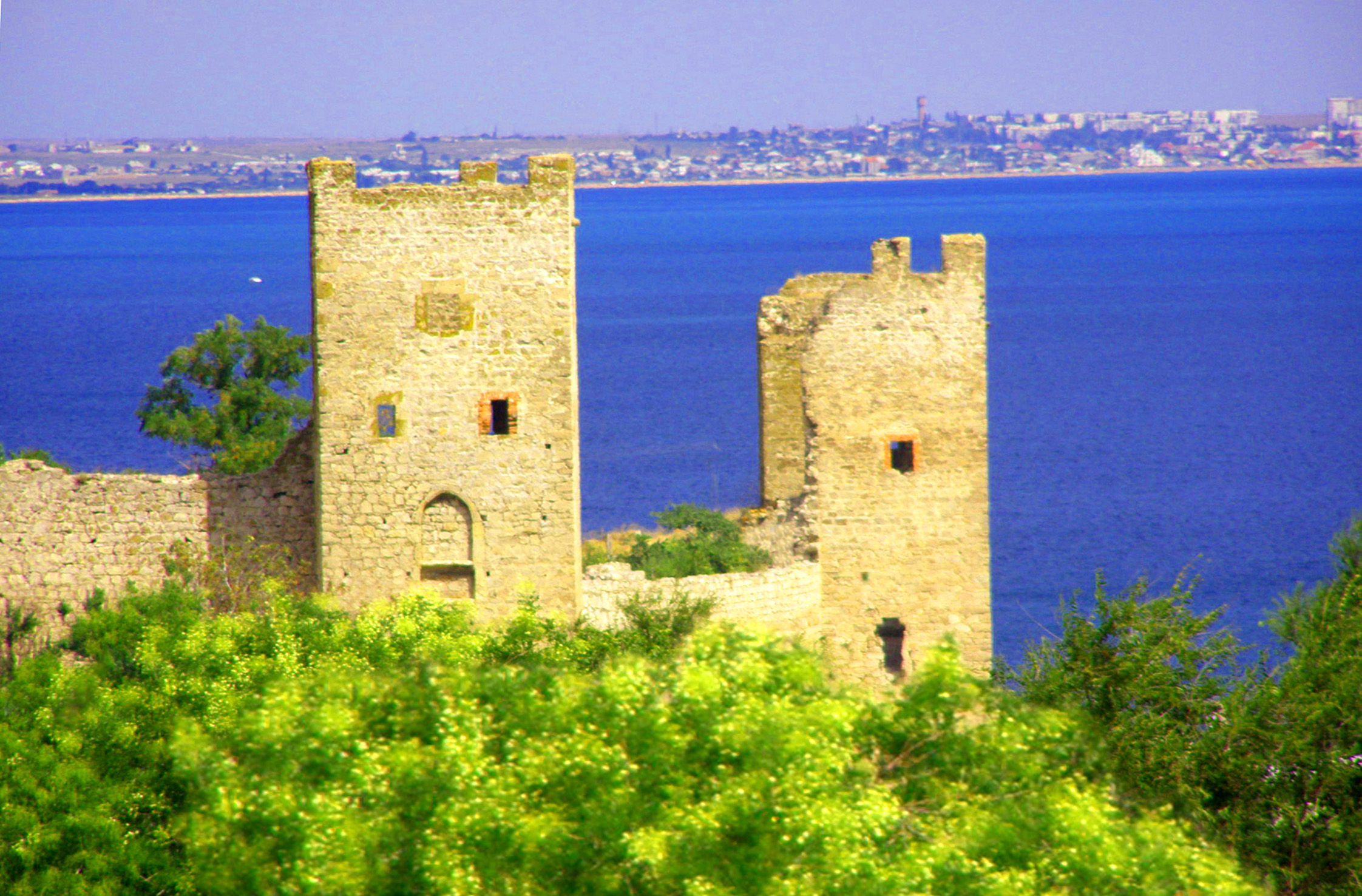
크림반도 오늘날 페오도시야에 위치한 카파의 제노바 성벽.

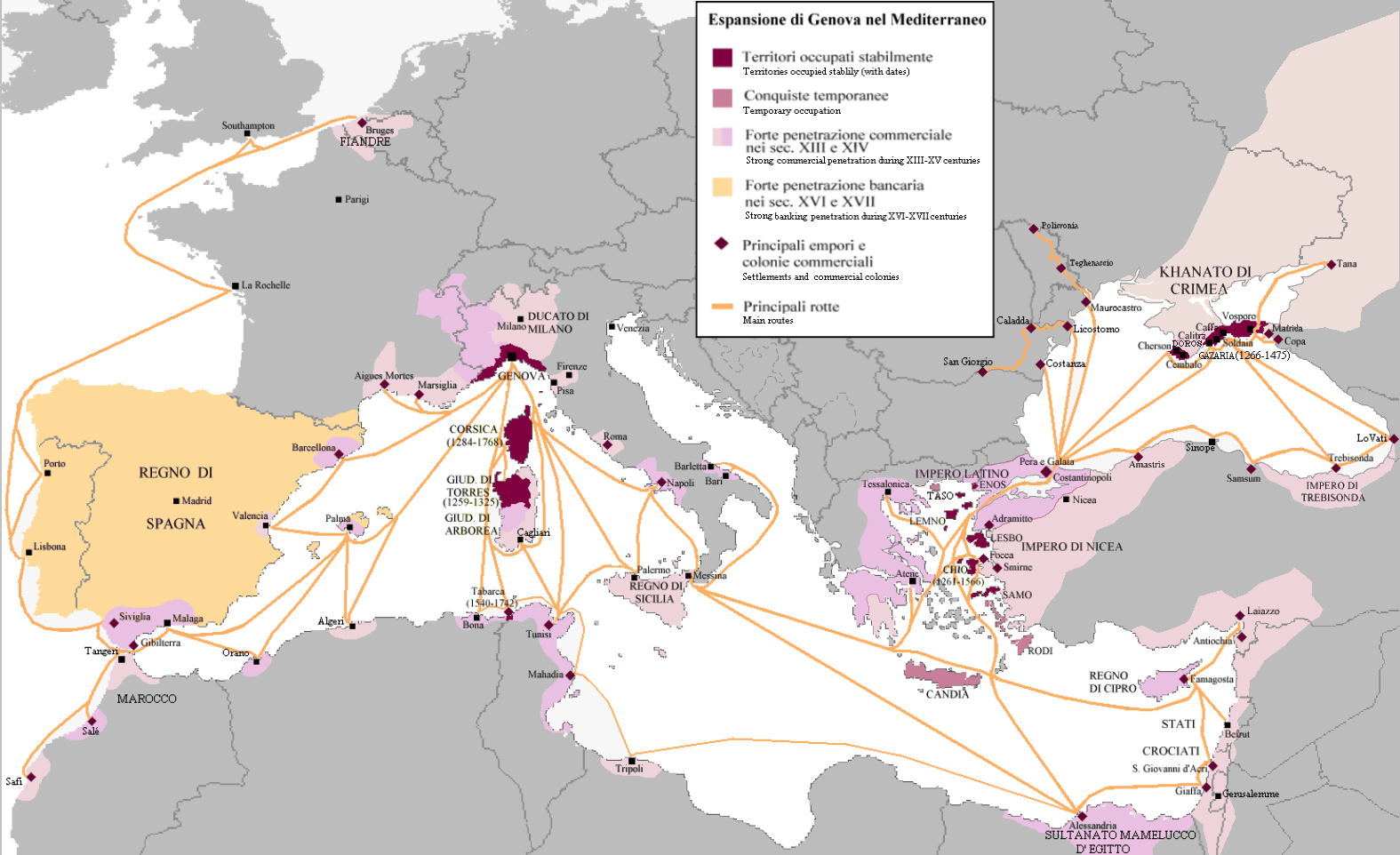
제노바 확장 지도.

제노바 공화국의 식민지는 지중해와 흑해 지역에 설치된 경제적, 무역적 거점들이다. 이들 중 몇몇은 지역 상인들의 경제적으로 지원하기 위해 공화국의 당국의 후원하에서 직접적으로 설치되었던 곳도 있으며 (특히 십자군 전쟁 기간에 특전을 얻은 이후), 반면 다른 곳들은 제노바 귀족들의 봉지이거나 산 조르조 은행 같은 강력한 사설 기관들이 세운 것에 유래한 것도 있다.

## 역사
거주민 4,000명의 작고 가난한 어항이던 제노바는 1096년 경에 신성 로마 제국으로부터 독립성을 갖춘 자유 코무네가 되기 시작했다. 십자군 전쟁에서 제노바 함대의 참가 (특히 안티오키아와 아크레 정복)는 그들을 극도록 부유하게 만들었다. 제1차 십자군 전쟁 동안에 제노바는 비블로스의 3분의 1 (이것은 엠브리아코 가문의 익숙한 영지가 되었다)과 아크레 (항구 수입의 3분의 1)를 얻었다. 다른 작은 식민지로는 타르투스 (시리아), 트리폴리 (레바논), 베이루트가 포함되었다. 그러나 다음 세기에 벌어진 무슬림들의 정복으로 성지에서의 제노바의 식민지는 사라지게 되었다. 제노바는 또한 발렌시아에서 지브롤터에 이르는 스페인의 지중해 해안가에 식민지를 세우기도 했으나, 이 지역 역시도 단 기간만 존재했었다. 이 식민지들은 대개 낮은 층에 작업소를 지니고 있는 목제로 된 1층 또는 2층으로 된 가옥들로 된 도시 지구로 이루어져 있었다.
제노바의 직접적인 영토 확장은 코르시카 (1284년에 합병하여 18세기까지 유지했다)와 사르데냐 북부를 점령한 13세기에 시작되었다. 제노바는 피사를 상대로 멜로리아 해전 (1284년)에서 승리를 거두고 티레니아해를 지배하에 두었다. 또한 13세기 중반부터는 흑해와 지중해 동부에 리구리아 식민지들을 세우기 시작했다. 제노바 식민지의 존재는 군사적 행동을 통한 점령을 바탕으로 한 것이 아니라, 그 지역 토착 상인들과 지배층들과 관련된 제노바인들과 리구리아 가문들의 경제적 "권리"를 바탕으로 한 것이였다.

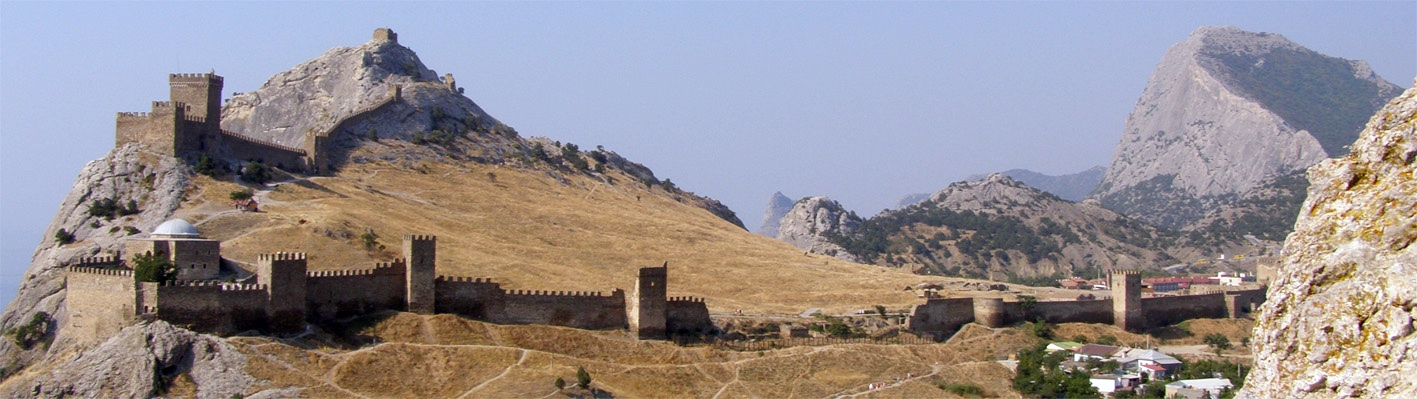
크림반도 수다크에 있는 제노바인들의 요새.

지중해 동부에서 제노바인들은 콘스탄티노플 재정복을 도운 대가로 비잔티움 제국 황제 미하일 8세 팔레올로고스와 체결한 님파에움 조약으로 엄청난 발전을 이루었고, 흑해로 향하는 해협에서 사실상 베네치아인들을 쫓아내었다. 제노바의 주요 상업적 기지는 에게해의 히오스 섬과 미틸리니, 몽골이 지배하던 동유럽과 중앙 아시아, 서유럽 사이에 있는 주요 무역 중심지 카파였다. 다른 식민지들로는 쳄발로 (Cembalo, 오늘날 발라클라바), 솔다이오 (Soldaio, 수다크), 보스포로 (Vosporo, 케르치)가 있고, 아조프해에 위치한 타나 (Tana, 아조프), 마트레가 (Matrega, 타만), 마파 (Mapa, 아나파), 바타 (Bata, 노보로시스크), 압하지야 해안가에 위치한 곳은 세바스토폴리 (Savastopoli, 수후미), 우크라이나 해안에 위치한 곳은 살마스트로 (Salmastro) 또는 몬카스트로 (Moncastro, 빌호로드드니스트로우스키), 지네스트라 (Ginestra, 오데사의 현재 일부)등이 있었다.

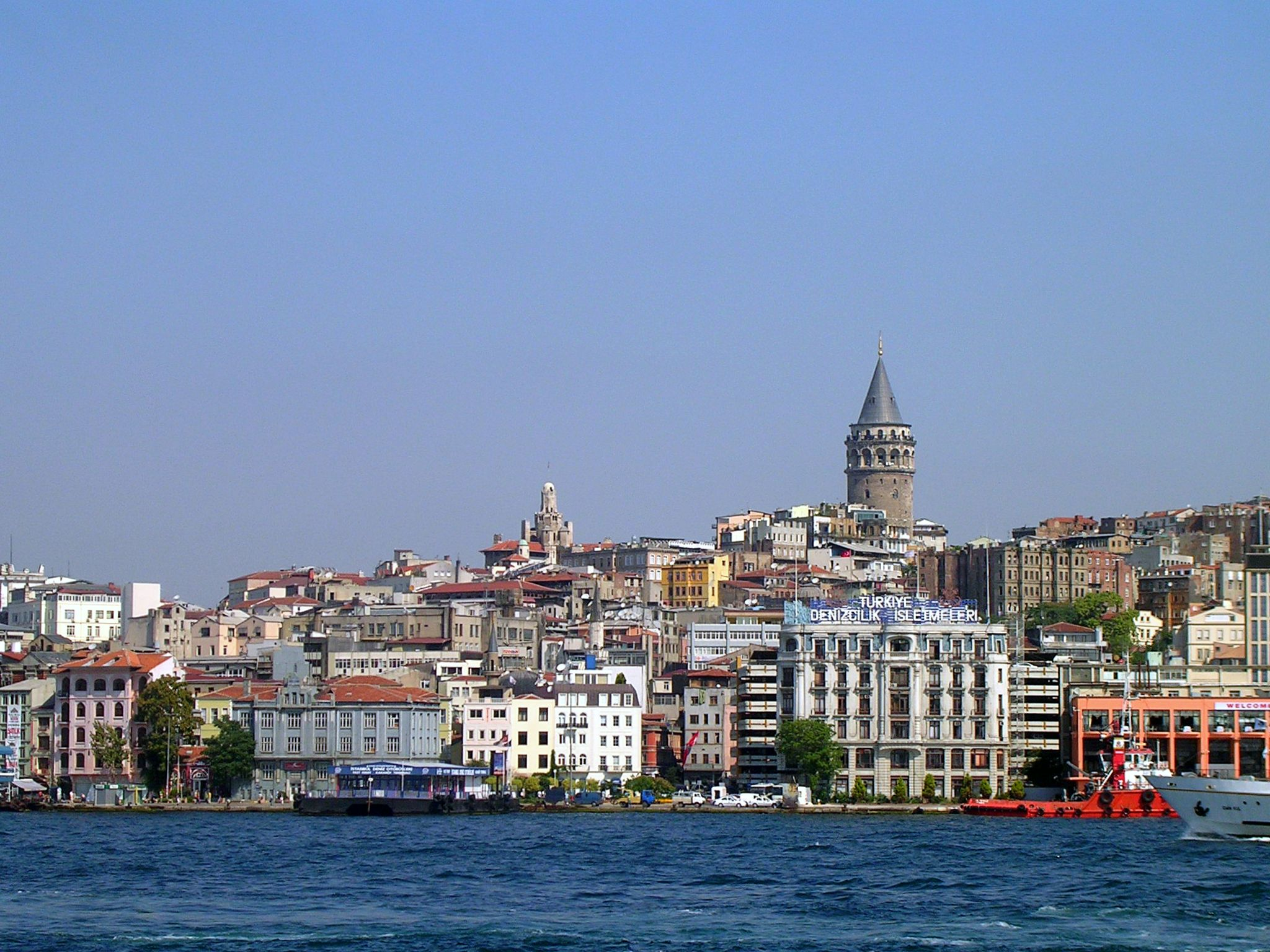
터키 이스탄불에 위치한 갈라타 (페라)의 중세 시대 제노바 성체의 최북단에 위치했던 갈라타 탑 (1348년).

1155년에 제노바는 마누일 1세 콤니노스에 의해 콘스탄티노플을 마주하는 갈라타 (페라)에 폰다코 (fondaco, 상품과 시장 거주지)를 받게 되었지만, 그럼에도 다음 세기에는 비잔티움 황제들과의 관계가 자주 껄끄러워졌다. 1201년에 제노바는 아르메니아 왕국으로부터 특전과 거주지를 얻었다. 페라는 콘스탄티노플 전역이 점령당한 1453년에 오스만의 손에 떨어지게 됐다. 한편 히오스는 1566년에 오스만이 점령할때까지 주스티니아니 가문의 소유지로 남았다. 1933년 콘스탄티노플과 이즈미르에는 제노바계 식민지인들의 후손들이 약 33,000명 가량이 있었다. 제노바는 또한 튀니지 해안가에서 떨어진 타바르카 섬을 정복하여 1540년부터 1742년까지 로멜리니 가문 (Lomellini)이 소유했다. 타바르카의 거주민들은 이후 사르데냐의 카를로포르테로 이주했다.

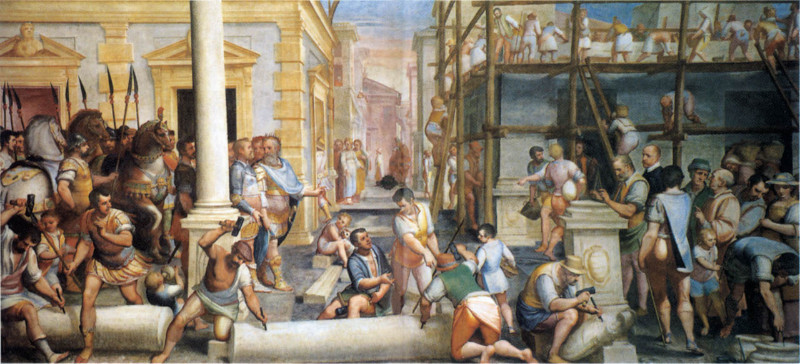
제네바 레르차리파로디 (Lercari-Parodi) 궁전에 있는 루카 캄비아시가 1571년 경에 그린 '트레비존드에 제노바 창고 건설'

크림반도의 제노바 식민지 쇠퇴는 15세기 후반 오스만의 확장과 일치했다. 크림반도의 도시들을 제외하면 제노바는 기솔피 가문 (Ghisolfi)에게 속했던 타만반도의 모든 영토를 상실했다. 그외에 잃은 지역들로는 몰다비아에 위치한 리코스토모 (Licostomo) 상업 기지와 오데사 인근의 몬카스트로 (Moncastro)였다. 일부 이탈리아계 후손들은 20세기 초에도 크림반도에 여전히 존재했으며, 이오시프 스탈린에게 탄압받은 민족들 중 하나에 속했었다. 지중해 동쪽 식민지들의 쇠퇴는 심각한 경제 문제를 야기하여 결국에는 유럽의 강국으로서 제노바 공화국의 막을 수 없는 쇠퇴를 만들게 하였다. 반면 오랜 적대 관계였던 베네치아 공화국은 그들의 본거지와 동쪽의 영토를 일부 유지할 수 있었지만, 제노바는 그러지 못 하였다. 게다가 카디스와 리스본에 번창하는 지역 사회를 세우면서, 지중해 서부로 관심이 옮겨가기도 했다. 특히 제노바는 스페인의 효율적인 은행업 본거지가 되었다.
최후의 제노바 식민지는 18세기에 사라지게 되었다: 타바르카는 오스만 제국에 점령되었고 (1742년), 코르시카는 베르사유 조약 이후 프랑스에 합병됐다.

## 같이 보기
- 칼라파트
- 지우르지우
- 갈라치

## 참고 서적
- Airaldi, Gabriella (2006). 《Blu come il mare - Guglielmo e la saga degli Embriaci》. Genoa: Fratelli Frilli Editori. ISBN 88-7563-174-3.
- Ossian De Negri, Teofilo. Storia di Genova: Mediterraneo, Europa, Atlantico (2003). Florence: Giunti Editore. ISBN 978-88-09-02932-3. |제목=이(가) 없거나 비었음 (도움말)
- Lopez, R.S. (1964). “Market Expansion. The Case of Genoa”. 《Journal of Economic History》 (24).
- Гавриленко О. А., Сівальньов О. М., Цибулькін В. В. Генуезька спадщина на теренах України; етнодержавознавчий вимір. — Харків: Точка, 2017.— 260 с. — ISBN 978-617-669-209-6